# Magdalena (distrito de Cajamarca)
Magdalena é um distrito do Peru, departamento de Cajamarca, localizada na província de Cajamarca.

## Transporte
O distrito de Magdalena é servido pela seguinte rodovia:
- PE-8, que liga a cidade de Cajamarca ao distrito de Guadalupe (Região de la Libertad)
- CA-106, que liga o distrito à cidade de Cospán[1][2][3]